# Parafia św. Ducha w Břidličnej
Parafia św. Ducha w Břidličnej – parafia Kościoła Starokatolickiego w Republice Czeskiej. Administratorem parafii jest ks. Pavel Cepek. Nabożeństwa od 2000 roku sprawowane są pierwszą niedzielę miesiąca o godz. 17:00 w kościele św. Ducha przy placu Wolności.

## Historia
Pierwsze starokatolickie nabożeństwo w Břidličnej odbyło się 16 kwietnia 1904 roku. Parafia starokatolicka została założona w 1907 roku, cztery lata później wybudowany został kościół starokatolicki. W okresie największego rozkwitu posiadała kaplice w Ołomuńcu i Boguminie. Przed II wojną światową parafia liczyła 1,5 tys. wiernych, a jej proboszczem był ks. Karl Erhart - znany działacz miejski. Po wydaleniu społeczności niemieckiej, w 1946 roku parafia przestała istnieć i utraciła swój kościół. W 2000 roku wspólnota po odzyskaniu swojej świątyni została reaktywowana przez ks. Pavla Cepka z Šumperku. Świątynia parafialna była w latach 2007–2008 remontowana i została doprowadzona do stanu pełnego użytkowania. Administrator parafii na stałe mieszka w Šumperku.